# Blastobasis indigesta
Blastobasis indigesta é uma espécie de mariposa do gênero Blastobasis pertencente à família Coleophoridae.